# Амандмани на Устав Србије 1989.
Амандмани IX до XLIX на Устав Социјалистичке Републике Србије усвојени су 28. марта 1989. године, одлуком Скупштине СР Србије, чиме су извршене измене и допуне тадашњег Устава СР Србије (који је био на снази од 1974. године).

## Политичка позадина
Након усвајања амандмана на Устав СФРЈ у новембру 1988. године, покренут је поступак за доношење амандмана на уставе југословенских федералних јединица, укључујући и СР Србију. У то време, током 1988. године, одржавани су митинзи по целој Србији у знак протеста због насиља над Србима на Косову и Метохији. Такође се протествовало и против тадашњег неравноправног положаја Србије у односу на остале федералне јединице, пошто су обе аутономне покрајине имале статус конститутивних елемената федерације, што им је између осталог омогућавалао да условљавају доношење кључних политичких одлука у Србији, док републички органи нису могли битније да утичу на вођење политике у аутономним покрајинама.
Резултат тих демонстрација било је обарање тадашњег покрајинског руководства у САП Војводини, а почетком 1989. године најављене промене уставног положаја Србије изазвале су генерални штрајк албанских рудара у руднику Стари Трг код Приштине. Руководство Србије је стога захтевао од југословенског државног и партијског врха да се одобри употреба силе како би се угушила побуна на подручју САП Косова. Видевши да су захтеви за предузимањем одлучних мера добили подршку великог броја грађана на митингу одржаном 28. фебруара у Београду, Председништво СФРЈ је одобрило употребу јединица ЈНА у циљу смиривања прилика на подручју САП Косова. У исто време, јединице милиције упале су у руднике и угушиле отпор. Похапшено је на стотине особа.
У међувремену је 23. фебруара Скупштина СР Србије утврдила предлог уставних промена, након чега је било неопходно да сагласност на на предложене амандмане дају и скупштине аутономних покрајина, што је Скупштина САП Војводине учинила 10. марта, док је Скупштина САП Косова сагласност дала 23. марта. Пет дана касније, 28. марта, Скупштина СР Србије је на свечаној седници оба већа прогласила амандмане на Устав СР Србије. Тим амандманима, значајно су смањена права и овлашћења аутономних покрајина, Војводине и Косова, чиме је започет процес коренитих политичких и друштвених реформи, које су крунисане доношењем новог Устава Србије из септембра 1990. године.